# Colisão entre satélites de 2009

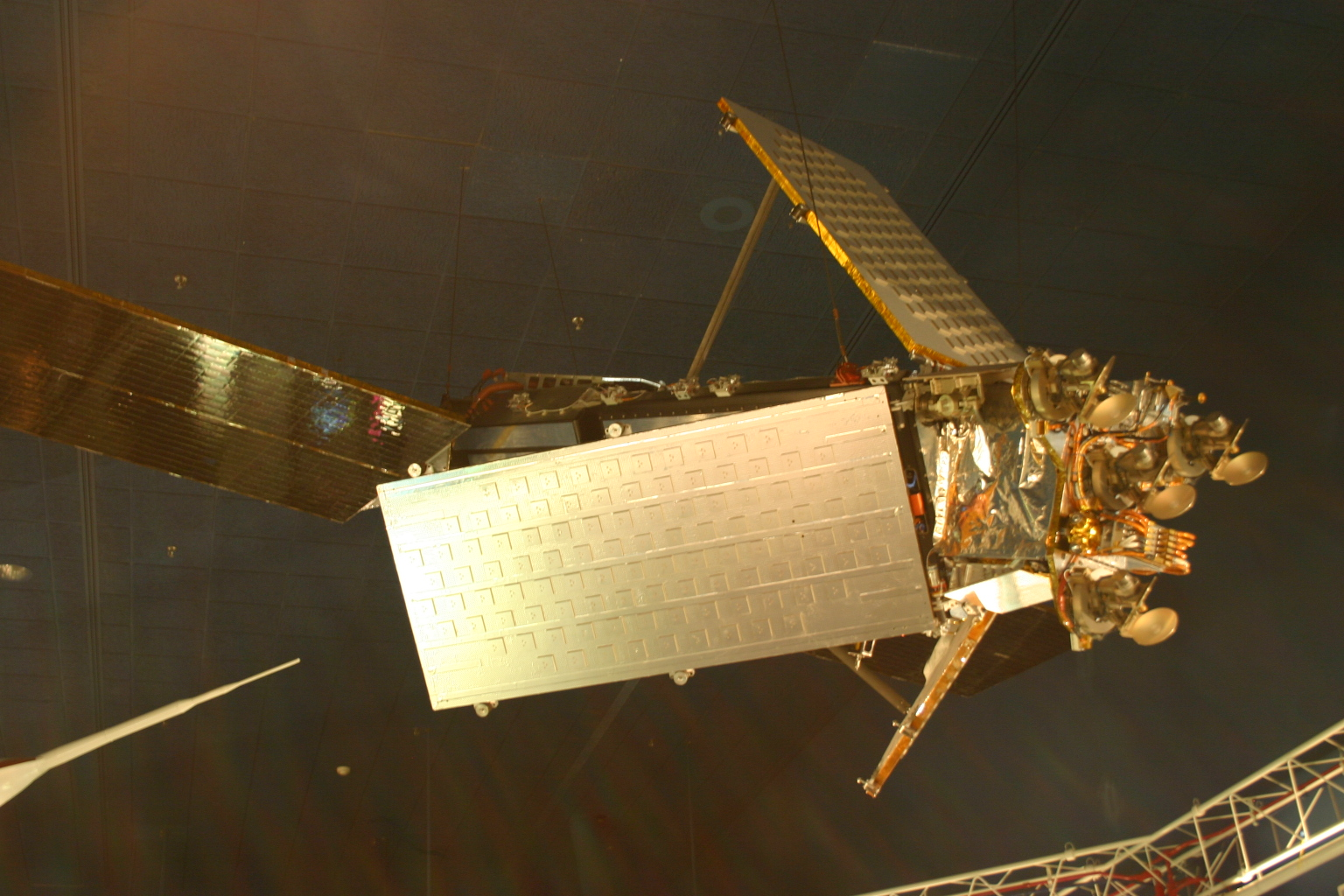
Uma réplica de um satélite Iridium.

O evento conhecido como Colisão entre satélites de 2009, foi a primeira colisão acidental em hipervelocidade ocorrida entre dois satélites artificiais em órbita terrestre.
A colisão ocorreu as 16h56 UTC em 10 de fevereiro de 2009 a 789 km de altitude sobre a península de Taymyr na Sibéria, quando o Iridium 33 e o Kosmos-2251 colidiram.
Os satélites colidiram à velocidade de 11,7 km/s, ou aproximadamente 42 120 km/h.

## A Colisão

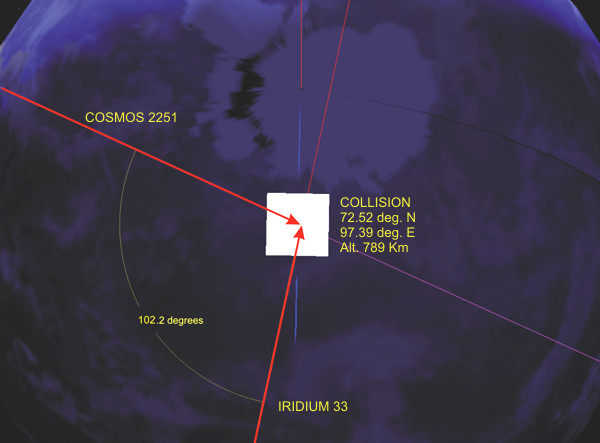
Diagrama da colisão.

A colisão, destruiu ambos. O Iridium 33 (da Iridium Communications Inc.) e o Kosmos 2251 (da Russian Space Forces), sendo que o satélite Iridium estava operacional na época da colisão, enquanto o Kosmos estava fora de serviço desde 1995, e já não estava sob controle ativo (estava apenas sendo rastreado).
Várias pequenas colisões haviam ocorrido anteriormente, durante tentativas de acoplamento ou destruição intencional, incluindo a colisão dos satélites DART e MUBLCOM, e três colisões envolvendo a estação espacial Mir, durante as tentativas de acoplamento das espaçonaves: Progress M-24, Progress M-34, e Soyuz TM-17. Em 1996, o satélite Cerise colidiu com destroços. Foram registradas oito colisões em alta velocidade no total, a maioria das quais só foi percebida depois que ocorreram.

## Os objetos
O Kosmos 2251, foi um satélite de comunicação militar do tipo Strela de 950 kg. Ele foi lançado por um foguete Kosmos-3M em 16 de Junho de 1993. Ele foi desativado bem antes da colisão, e havia permanecido em órbita como "lixo espacial".
O Iridium 33, foi um satélite de 560 kg, e fazia parte de um conjunto de 66 satélites de telefonia celular da Iridium constellation. Ele foi lançado em 14 de Setembro de 1997 por um foguete Proton.

## A queda

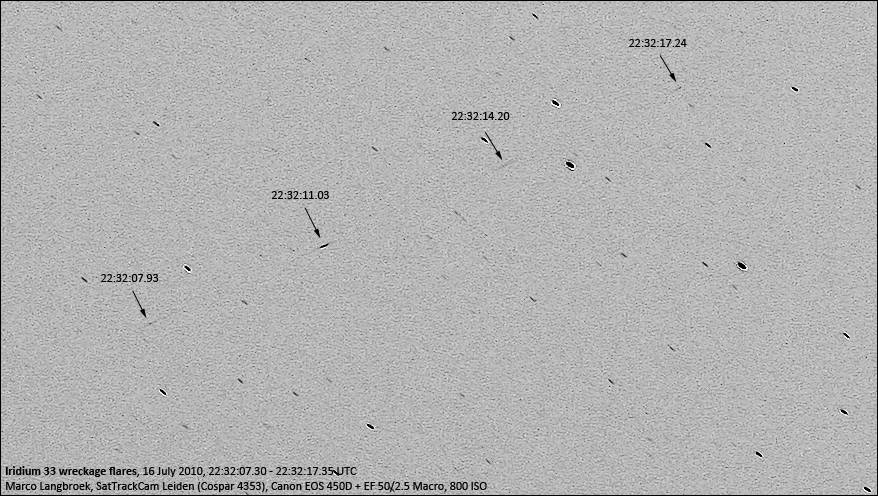
Clarões gerados pelos destroços maiores do Iridium 33.

A NASA, estimou que a colisão gerou cerca de 1 000 fragmentos maiores que 10 centímetros, além de uma quantidade não calculada de pedaços menores.
Em Julho de 2011 a U.S. Space Surveillance Network havia catalogado mais de 2 000 fragmentos grandes.
A NASA divulgou, na época, que o risco para a ISS, que orbita 430 km abaixo de onde ocorreu a colisão, era baixo, Assim como para o lançamento da missão STS-119, com o ônibus espacial, então planejada para o final de Fevereiro de 2009.
No entanto, cientistas chineses alegaram que os destroços poderiam colocar em risco satélites chineses em órbita heliossíncrona. A ISS, por sua vez, necessitou efetuar uma manobra de desvio para evitar colidir com os fragmentos em Março de 2011.
Em Dezembro de 2011, vários fragmentos estavam diminuindo sua altitude regularmente, e esperava-se que todos "queimassem" na atmosfera em um ou dois anos.
Um pequeno pedaço dos destroços do Kosmos 2251, passou de forma segura a uma distância relativamente pequena da ISS as 2h38 EDT em 24 de Março de 2012. Como precaução, os seis membros da tripulação na época, ficaram refugiados nas duas naves Souyz que naquele momento estavam acopladas à estação, até que os destroços se afastassem.
Foram registradas ocorrências de fenômenos óticos no Texas, Kentucky e Novo México que foram atribuídas a destroços dessa colisão.
Em 13 de Fevereiro, testemunhas no Kentucky escutaram "estrondos supersônicos". O National Weather Service, emitiu um alerta aos residentes da área indicando que os "estrondos supersônicos", foram causados por queda de destroços de satélites.
A Federal Aviation Administration, também emitiu um NOTAM alertando os pilotos sobre a reentrada de destroços.
Um bólido ("bola de fogo"), sobre o Texas em 15 de Fevereiro foi confundida com destroços reentrando na atmosfera.
A NASA e o United States Strategic Command, que monitora satélites e destroços em órbita, não anunciaram nenhuma reentrada de destroços naquela época. e anunciaram que esses fenômenos não estavam relacionados com a colisão dos satélites.
Alguns relatórios, incluíram detalhes que constatavam que esses fenômenos foram causados por uma "chuva de meteoros".

## Causa
Eventos nos quais satélites se aproximam a alguns quilômetros uns dos outros, ocorrem várias vezes todos os dias. Devido ao grande número de colisões em potencial, é muito difícil identificar aquelas com maior chance de acontecer. Informações precisas e atualizadas sobre a posição dos satélites são difíceis de obter. Cálculos feitos pela CelesTrak, levaram a crer que eles se aproximariam a no máximo 584 metros.
Planejar uma manobra evasiva tendo em vista os riscos estimados, o consumo de combustível requerido pela manobra, e seus efeitos no funcionamento normal do satélite, são tarefas igualmente difíceis. Num fórum em Junho de 2007, John Campbell da Iridium, apresentou e discutiu essas questões e a dificuldade em gerenciar todas as notificações sendo recebidas a respeito de aproximações mais críticas, que na época chegavam a 400 por semana (para aproximações de até 5 km) para todo o conjunto de satélites da "constelação Iridium". Ele estimou que o risco de colisão em cada grupo era de 1 em 50 milhões.
Esta colisão e várias outras "quase colisões", renovaram as cobranças para um tratamento obrigatório para satélites "mortos" (geralmente forçando a sua queda e reentrada proposital e sob controle), mas ainda não existe uma lei internacional sobre esse assunto. Apesar disso, alguns países criaram essa lei. Um exemplo é a França que o fez em 2010.